# Rinascimento dell'istruzione sotto Mehmet Ali

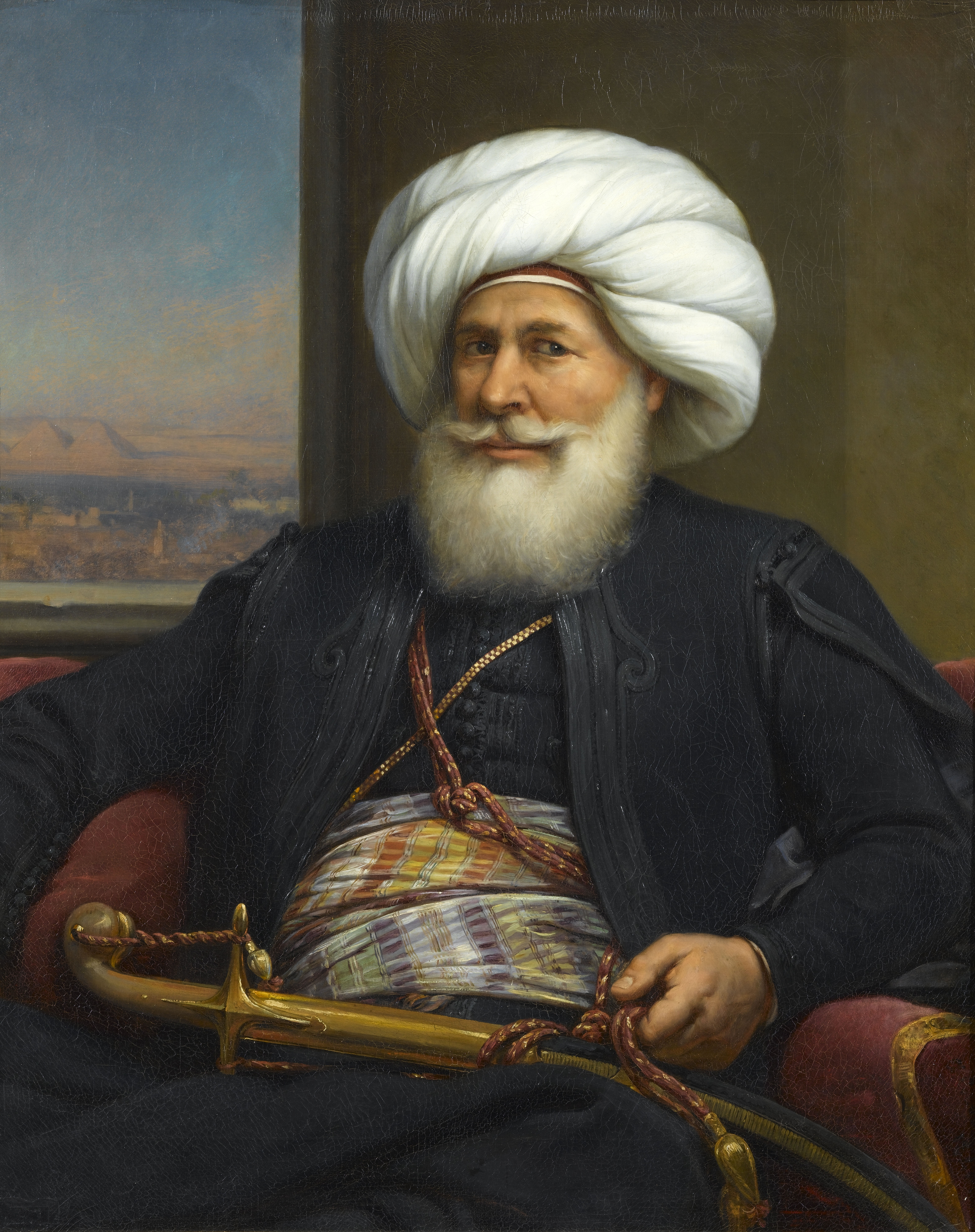
Muhammad Ali Pasha, fondatore dell'Egitto moderno.

Il sistema d'istruzione all'epoca di Mehmet Ali (1805-1848) si contraddistingue per la sua vena riformatrice e innovatrice, distinguendosi dai sistemi adottati dai precedenti sultani dell'impero ottomano.  Mehmet Ali, padre fondatore dell'Egitto moderno, è famoso non solo per le sue gesta militari, ma anche per aver concentrato gran parte dei suoi sforzi nel rilanciare la scienza e la letteratura. Sotto il suo mandato, si sono fondate numerose scuole di diversi livelli d'istruzione e si sono promosse missioni scientifiche anche in Europa, seguendo le orme idealistiche di rinnovamento che si erano già applicate nello sviluppo dell'esercito e delle flotte militari. Questo approccio all'innovazione, ha permesso all'Egitto di adottare i più moderni sistemi in voga in occidente per promuovere la diffusione della conoscenza. Grazie all'importazione delle migliori competenze tecniche sul campo e il savoir-faire europeo, l'Egitto di Mehmet Ali ha contribuito alla fondazione di istituzioni educative all'avanguardia, assimilando il meglio delle scoperte scientifiche e intellettuali prodotte in Europa. Il suo impegno nel promuovere le innovazioni e le discipline scientifiche ha avviato un grande rinascimento culturale, gettando le basi per il progresso scientifico del paese.

## Le scuole nell'era di Mehmet Ali
Inizialmente, la politica di Mehmet Ali si concentrò sulla creazione di istituzioni di istruzione superiore e sulla concessione di borse di studio per studenti egiziani volenterosi di potersi formare in Europa. Una strategia basata sulla sua convinzione che lo sviluppo di un solido sistema di istruzione superiore fosse la base essenziale per un rinascimento scientifico e culturale in Egitto. Per fare ciò si decise che lo scambio culturale potesse rivelarsi un grande passo vincente.
In seguito, questa volontà si suggellò innanzitutto con la formazione di un gruppo di persone altamente istruite che potessero essere impiegate ad occupare incarichi governativi e nel campo dell'urbanizzazione. La formazione di questa nuova classe dirigenziale capace di guidare il progresso e la modernizzazione in un Egitto da poco emancipatosi, fu un requisito necessario. A tale proposito, il ruolo della grande Università di Al-Azhar fu cruciale. Tale istituzione garantiva che le scuole superiori e le borse di studio fossero offerte a giovani istruiti che avevano raggiunto un livello culturale tale da consentire loro di seguire con successo i corsi delle scuole superiori sia in Egitto che in Europa. 

## Al-Jabarti e la scuola d'ingegneria
Riguardo al rinascimento culturale e scientifico dell'Egitto sotto Mehmet Ali, lo storico egiziano Al-Jabarti scrisse nel libro "Ajāʾib al-āthār fī al-tarājim wa-l-akhbār" (trad. Meraviglie del Passato: Biografie e Cronache) a riguardo della scuola d'ingegneria chiamata Mohandeskhanah (ar. مهندسخانة)
Il pascià portò loro diversi strumenti di ingegneria dall'Inghilterra, con cui prendere dimensioni, altezze e aree, e dispose per loro delle indennità mensili e annuali. Continuarono a riunirsi in questa scuola, che chiamarono Mohandeskhanah, ogni giorno dalla mattina al pomeriggio. Alcuni giorni invece uscivano all'aria aperta per imparare a prendere le dimensioni del terreno con i bastoni, come stabilito dal pascià.»
(Jabarti, Abdul Rahman, "Min al-Tarikh al-Musamma 'Aja'ib al-Athar fi al-Tarajim wa al-Akhbar)